# ژولیت کمپی
ژولیت کمپی (انگلیسی: Juliette Kemppi؛ زادهٔ ۱۴ مهٔ ۱۹۹۴) بازیکن فوتبال اهل فنلاند است.

وی همچنین در تیم‌های ملی فوتبال Finland women's national under-17 football team, Finland women's national under-19 football team, Finland women's national under-20 football team، و زنان فنلاند بازی کرده‌است.